# Autoșenilă

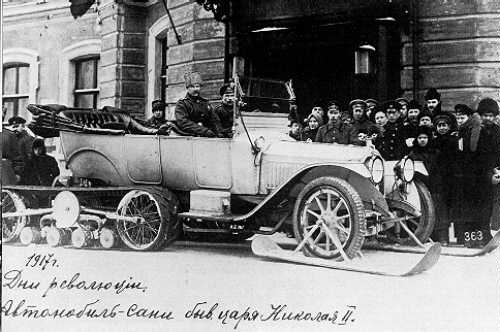
O autoșenilă Packard Twin-6 aparținând țarului Nicolae al II-lea echipată cu sistemul de propulsie Kégresse (1917)

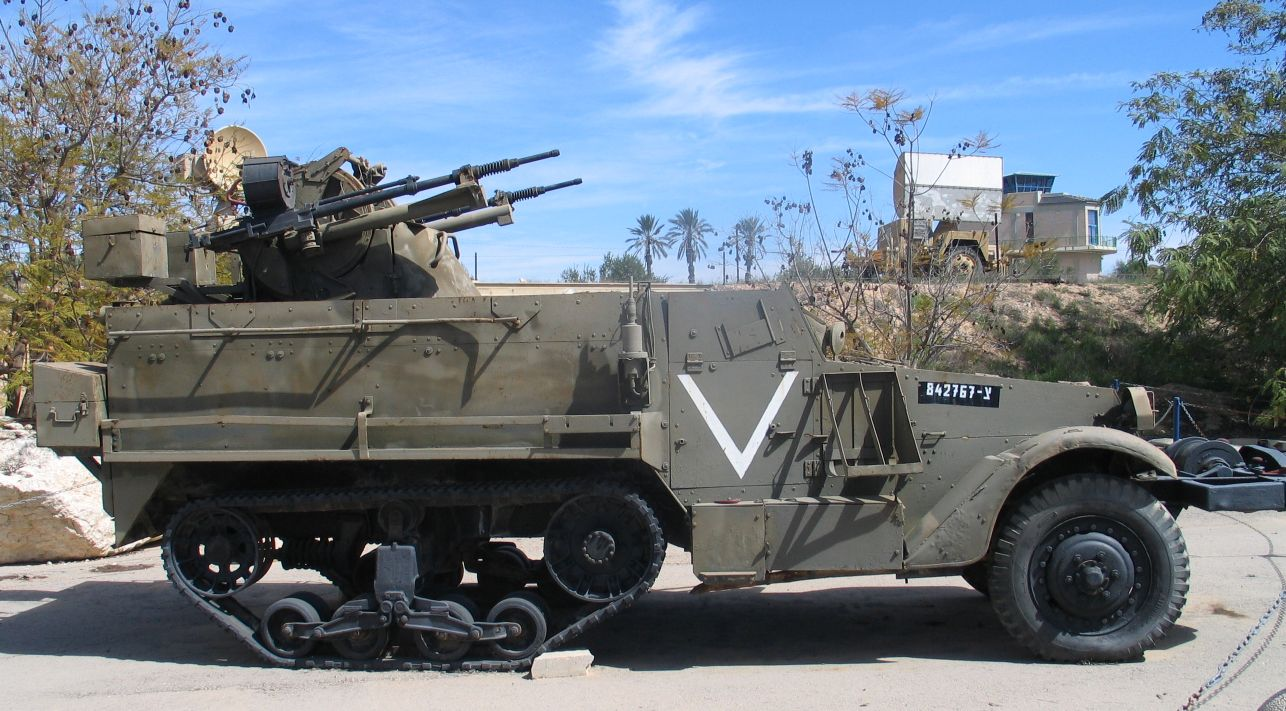
Semișenilatul M3 a fost utilizat de armata americană în timpul celui de-al Doilea Război Mondial

O autoșenilă (denumită în cadrul forțelor armate semișenilat) este un autovehicul civil sau militar de transport care folosește roțile din față pentru direcție și șenilele din spate pentru propulsie. Scopul acestei combinații este construirea unui vehicul cu performanțele unui tanc pe teren accidentat și manevrabilitatea unei vehicul cu roți. 
Acest sistem de propulsie a fost inventat și implementat de către francezul Adolphe Kégresse în anul 1910. Principalul avantaj al autoșenilelor față de vehiculele cu roți este presiunea pe sol mai mică, de unde rezultă o mobilitate mai mare pe teren accidentat. În comparație cu o șeniletă, autoșenila are o greutate mai mică (din cauza șenilelor mai scurte) și o direcție stabilă și precisă care îi permite o viteză mai mare.